# 莫厘山
莫厘山是苏州市太湖之滨东山镇的最高的山，（又称东山），相传隋朝莫厘将军曾在山中居住而得名。莫厘山古名胥母山，因伍子胥迎母到山上而得名。莫厘山盛产碧螺春茶。莫厘山的最高峰，称为莫厘峰，从莫厘峰可远眺烟水苍茫的太湖。清王韬诗云：“杨舲东下太湖滨，踙石登临眼界新。不断烟波千顷远，无边苍翠四山春。群峰合沓疑无路，绝岛苍茫未见人。更上莫厘最高顶，狂风吹折郭公巾”。